# Тадеа д’Есте
Тадеа д’Есте (на италиански: Tadea d’Este; * 1365,  † 23 ноември 1404 в Падуа) е чрез брак господарка на Падуа.

## Произход
Тя е дъщеря на Николо II д’Есте (* 1338, † 1388), маркиз на Ферара и маркиз на Модена и Реджо, и на съпругата му Верде дела Скала († 1394). Няма братя и сестри.

## Биография

### Брак
През 1377 г. 12-годишната Тадеа се омъжва за Франческо Новело II да Карара, последният господар на Падуа, син на Франческо I да Карара Стари, господар на Падуа до 1388 г., и на съпругата му Фина Буцакавини. Сватбата е отпразнувана на 31 май същата година в Падуа с големи тържества, включващи рицарски турнири, достойни за крал. Тя служи за скрепване на съюза между двете благороднически фамилии, но също така представлява вид финансиране за Да Карара, тъй като маркизът установява зестра от 18 хил. златни дуката за дъщеря си, които обаче не са изплатени веднага. 
На 26 юни 1383 г. Тадеа ражда първия си син, който е наречен Франческо като дядо си и баща си.

### Война с Венеция и Милано и бягство от Падуа
През 1388 г. господството на Да Карара над Падуа е изправено пред сериозна опасност: през април Венеция обявява война на Падуа и търси, чрез интензивни дипломатически действия, съюз с Джан Галеацо Висконти. господар на Милано. Съюзът е сключен на 29 май, а военните действия започват през юни. Под натиска на венецианското и миланското оръжие Франческо I Да Карара се отказва от благородническите си правомощия в полза на сина си Франческо Новело, но отказът няма желания ефект. Ситуацията се влошава през юли, когато войските на Якопо Дал Верме, кондотиер на служба на Милано, навлизат дълбоко в падуанска територия. 
На 21 ноември Франческо Новело, след като търси и получава съгласието на съпругата си Тадеа, поисква от Дал Верме примирие, за да може да отиде в Павия при Джан Галеацо Висконти, за да договори мирно споразумение, което да гарантира на двойката да Карара господството на Падуа. Всъщност то се оказва капитулация: на 24 ноември Дал Верме въвежда 100 копиеносци и 50 пехотинци в замъка на Падуа, за да превземе крепостта. Тогава Франческо Новело заповядва на Тадеа да напусне града на кораб с децата, семейството и съкровището си. Въпреки това, когато корабът пристига в близост до укрепения център на Монселиче, бегълците намират пътя си блокиран от местните жители, които се разбунтували срещу тях. Tадеа трябва да слезе от кораба и на кон да се отправи към Есте, където съпрузите, барикадирани в крепостта, гледат безпомощно бунта на селяните. След това те се местят в Монтаняна и по-късно във Верона, където Тадеа и семейството ѝ намира гостоприемство в къщата на Гулиелмо Бевилакуа, а Франческо Новело отива в Ломбардия, за да се срещне с Джан Галеацо Висконти. През декември 1388 г. Тадеа посреща в двореца във Верона, където е отседнала, своя тъст Франческо Стария да Карара, който трябва да напусне Тревизо поради натиска на миланците и венецианците. 

### В Милано и Асти
През първите седмици на 1389 г. Франческо Новело, за да улесни мирните преговори, отстъпва Падуа на Джан Галеацо Висконти и в замяна получава това жена му и семейството му да се присъединят към него в Милано. През февруари 1389 г. Тадеа се събира със съпруга си там. В Милано съпрузите имат двор, за да демонстрират публично отказа си от господството над град Падуа. Тадеа отваря дома си за дамите от лангобардската аристокрация, но светската им дейност крие намерението им за заговор срещу Джан Галеацо Висконти. Заговорът е разкрит и двамата са заточени в замъка Кортацоне в района на Асти. По време на пътуването си двойката отсяда в Павия, Алесандрия, в замъка на Аноне и накрая в град Асти, който по това време принадлежи на Херцога на Орлеан. Тадеа и съпругът ѝ определят резиденцията си в гард Асти вместо в замъка Кортацоне и Тадеа отново прави двор в своя дворец, където приема благородничките от града и от замъците в провинцията. 

### Пътуване до Франция и Флоренция
Съпругът на Тадеа Франческо Новело, който не се е отказал от надежда да си върне Падуа, решава да отиде във Флоренция, за да получи финансова помощ, но за да се измъкне от Асти, той дава да се разбере, че иска да отиде със съпругата си в Прованс, за да изпълни свой обет и да отиде в Авиньон при папа Климент VII, за да измоли предоставянето на някои църковни отстъпки за извънбрачните му деца. След като посещават папата, съпрузите тръгват директно през Марсилия, Савона, Генуа и Пиза за Флоренция. Това пътуване е изпълнено с перипетии: Тадеа минава през морски бури, спи на слама и води жалко съществуване в продължение на седмици, докато в първите дни на април 1389 г. двойката достига до Флоренция. 
Въпреки това, на 1 септември Тадеа отново е изоставена от съпруга си, който решава да отиде в Мюнхен при херцог Стефан, който му е предоставил господството над местността Есте. В този период Тадеа, отново бременна, получава от съпруга си заповед да скрие и запази три големи рубина на Франческо Стария, които трябва да са принадлежали на семейната съкровищница. 

### Отново в Падуа и съдебни дела
През 1392 г., след като Да Карара си връщат господството над Падуа, Тадеа напуска гостоприемната Флоренция, за да се върне с децата си в Падуа. Хронистите припомнят участието ѝ в погребението на тъста ѝ Франческо Стария, починал на 6 октомври 1393 г.,  отслужено в катедралата на града. 
През март 1394 г. Тадеа назначава юриста Антонело дели Скалци за свой адвокат, който да представлява интересите ѝ във Венеция в съда на дож Антонио Вениер, който е арбитър в дело, което противопоставя Да Карара на техния братовчед Николо III д'Есте, новия господар на Ферара. Арбитражното решение, което е прелюдия към споразумение за дипломатически съюз между Есте и Да Карара, постановява Николо III да плати на Франческо Новело 118 хил. дуката злато, обещани от чичо му Николо II като зестра за Тадеа, плюс още 5438 дуката, взети назаем от Есте за нуждите на войната срещу неговия кръвен роднина Ацо. Съюзът, сключен през 1394 г., позволява на много младия Николо III д'Есте да запази, срещу Ацо д'Есте, господството на Ферара и този успех е отбелязан през 1395 г. с годежа на самия Николо с дъщерята на Тадеа Джилиола. Бракът е сключен през 1397 г. с присъствието на майката, горда от факта, че дъщеря ѝ се връща като маркиза в града на своите предци. 
На 10 юли 1394 г. Тадеа, подпомогната от Франческо Роси от Парма, назначава юриста Паоло ди Леоне за свой адвокат във Венеция, поверявайки му задачата да поиска от дожа Антонио Вениер предоставянето на венецианско гражданство. Искането вероятно е свързано със завещанието на майка ѝ Верде Дела Скала, починала във Венеция през 1394 г., на която тя е гражданка, според което Тадеа е наследница на много от нейните владения в Падуа, в района на Падуа (включително Монселиче), във Ферара и във Верона. 

### Господарка на Падуа
Като  господарка на Падуа Тадеа трябва да изпълнява множество представителни функции. Така през 1401 г. тя приема в Падуа първо византийския император Мануил II Палеолог, а впоследствие и римско-немския крал Рупрехт. По време на тържествата, организирани в чест на посещението на последния, Тадеа приветства съпругата му кралица Елизабет фон Хоенцолерн-Нюрнберг и участва в процесията, за да отпразнува влизането ѝ в града, седейки в краката ѝ на златна колесница. 
Също през 1401 г. двамата ѝ сина Франческо III и Джакомо са изпратени да защитават Болоня, но са взети в плен, първият от хората от Парма, а вторият – от тези от Мантуа. Едва през 1402 г. тя има радостта да види децата си, които успяват да избягат от плен.  
През 1403 г. Тадеа организира тържествата в чест на Белафиоре да Варано, която пристига в Падуа, придружена от Николо III д'Есте, за да се омъжи за Джакомо III да Карара. 

### Последни години и смърт
Последната публична изява на Тадеа е през 1404 г., когато със съпруга си Франческо Новело тя тържествено влиза във Верона, градът на нейната майка, преминал под властта на Да Карара. Tя е радостно посрещната от веронските благороднички, които я придружават до двора на Скалиджери. 
Връщайки се обратно в Падуа, тя внезапно умира там на 23 ноември 1404 г. на около 39-годишна възраст, докато децата и съпругът се бият срещу Венеция, за да защитят господството на Верона. Погребана е в параклиса „Сан Джорджо“ в катедралата на Падуа. 

## Брак и потомство
∞ 1377 за Франческо Новело II да Карара (* 29 май 1359 Падуа, † 19 януари 1406 Венеция, Венецианска република), последният господар на Падуа, син на Франческо I да Карара Стари (* 1325, † 1393), господар на Падуа до 1388 г., и на съпругата му Фина Буцакарини († 1406), от когото има пет сина и две дъщери:
- Джильола да Карара († 1416), ∞ 1397 за Николо III д'Есте, от когото няма деца
- Франческо III да Карара (* 1377, † 1406), ∞ 1397 за Алда Гонзага, от която няма деца
- Якопо (или Джакомо) да Карара († 1406), военен
- Убертино да Карара (* 1389, † 1407), кондотиер
- Марсилио да Карара († 1435), кондотиер
- Николо да Карара († като бебе)
- Валпургия да Карара († 1405), монахиня в Падуа.